# Thoracibidion terminatum
Thoracibidion terminatum là một loài bọ cánh cứng trong họ Cerambycidae.